# 기본 키
기본 키(primary key)는 주 키 또는 프라이머리 키라고 하며, 관계형 데이터베이스에서 조(레코드)의 식별자로 이용하기에 가장 적합한 것을 관계 (테이블)마다 단 한 설계자에 의해 선택, 정의된 후보 키를 말한다. 유일 키는 0~1개 이상의 속성의 집합으로 볼 수 있다. 즉, 관계에 저장된 레코드를 고유하게 식별하는 후보 키 (=속성 또는 속성의 집합) 가운데, 설계자가 일반적으로 이용되어야한다고 정해 놓은 것을 가리킨다.
관계형 데이터베이스 관리 시스템(RDBMS)과 미들웨어, 애플리케이션 등의 레코드 식별자가 필요한 경우 기본 키가 사용된다. 반드시 기본 키를 사용해야만 하는 경우가 아니면, 다른 후보 키로 대체되어도 기능 수행에는 문제가 없다. 따라서 기본 키의 이론적 의의는 크지 않지만 실무에서 널리 사용되고 있는 개념이다. 그러나 기본 키는 NULL의 존재가 허용되지 않지만, 후보 키에 허용이 되는 차이가 있다. (레코드 추가, 업데이트할 때 제약 조건으로 기본 키를 생각한다면, 고유 제약 조건에 NOT NULL 제약을 가한 것이 기본 키 제약 조건이라고 생각할 수 있다). 관계에 있는 후보 키가 하나인 때에는 그 후보 키가 당연히 기본 키가 된다. 또한 기본 키가 아닌 후보 키는 대리 키(alternate key)라고 한다.
}

## 같이 보기
- 슈퍼 키
- 후보 키
- 대리 키
- 외래 키